# Srećko Juričić
Srećko Juričić (Volosca, 30 dicembre 1954) è un allenatore di calcio ed ex calciatore croato, di ruolo difensore.

## Palmarès

### Giocatore

#### Club

##### Competizioni nazionali
- Coppa di Jugoslavia: 2

Rijeka: 1977-1978, 1978-1979

##### Competizioni internazionali
- Coppa dei Balcani per club: 1

Rijeka: 1977-1978